# 朱沛県
朱沛県（しゅはい-けん）は中華人民共和国江蘇省にかつて存在した県。現在の宿遷市泗洪県一帯に相当する。
南北朝時代、東魏により設置され、北周により廃止された。